# HSK Orion
HSK Orion (HSK1, „Schiff 36”) – niemiecki krążownik pomocniczy (rajder) Kriegsmarine okresu II wojny światowej. Zbudowany w latach 1930-31 jako frachtowiec „Kurmark” został zarekwirowany przez Kriegsmarine w momencie wybuchu II wojny światowej. Wszedł do służby 9 grudnia 1939. Royal Navy nadała mu oznaczenie Raider A.

## Budowa i przebudowa
Budowa frachtowca „Kurmark” dla HAPAG rozpoczęła się w 1930 roku w stoczni Blohm & Voss w Hamburgu. Aby zmniejszyć koszty użyto silników z liniowca „New York”. To okazało się być złą decyzją i statek do końca służby był trapiony przez problemy z napędem.
Po wybuchu wojny niemiecki sztab Kierownictwa Wojny Morskiej (Seekriegsleitung) stwierdził, że Kriegsmarine jest źle przygotowana do wojny rajderskiej. Operacje niemieckich krążowników pomocniczych w czasie I wojny światowej były oceniane jako wielki sukces wpływający na zakłócenia w brytyjskim ruchu statków na całym świecie. Jednak stwierdzono, że ich wpływ na nowy konflikt będzie mniejszy i zaaprobowano jedynie mały projekt przeróbki statków handlowych na krążowniki pomocnicze. Wprowadzanie w życie tego projektu rozpoczęto 5 września 1939.
Pierwszymi dwoma statkami zarekwirowanymi do tego celu były „Kurmark” (przyszły „Orion”) i „Neumark” (przyszły „Widder"). Przebudowę rozpoczęto natychmiast.

## Służba jako krążownik pomocniczy
Jako jeden z pierwszych niemieckich rajderów „Orion” opuścił Niemcy 6 kwietnia 1940. Jego dowódcą był Korvettenkapitän (później Fregattenkapitän) Kurt Weyher. Patrolował południowy Atlantyk udając neutralną jednostkę. W drodze zaatakował i zatopił statek „Haxby”.
W marcu 1940 „Orion” okrążył przylądek Horn i przeszedł na Pacyfik. Wszedł na wody otaczające Nową Zelandię w czerwcu 1940 i postawił miny w pobliżu Auckland w nocy 13/14 czerwca 1940, z których jedna zatopiła liniowiec pasażerski „Niagara” pięć dni później.
Dwa inne statki, dwa trawlery i pomocniczy trałowiec weszły na miny postawione przez „Oriona”.
Rajder następnie działał na Oceanie Indyjskim i Pacyfiku atakując kolejne 4 jednostki. Jedną wysłał do okupowanej Francji jako pryz, inne zatopił.
20 października 1940 spotkał się z rajderem „Komet” i statkiem zaopatrzeniowym „Kulmerland”. Operując razem zaliczyły one zatopienie kolejnych 7 statków, z których największy był liniowiec „Rangitane”.
Kolejne 6 miesięcy spędzone na Oceanie Indyjskim zaowocowały tylko jedną dalszą ofiarą: SS „Chaucer” w lipcu 1941.
„Orion” wrócił do Bordeaux w okupowanej Francji 23 sierpnia 1941. Rejs trwał 510 dni, w jego trakcie okręt przepłynął 127 337 mil morskich, zatopił 10 statków o łącznym tonażu 62 915 BRT i dwa kolejne (razem 21 125 BRT) we współpracy z „Kometem”.

## Dalsza służba
Po wycofaniu ze służby jako rajder jednostkę przemianowano na „Hektor” w 1944 i użytkowano jako szkolny okręt artyleryjski. W styczniu 1945 ponownie zmieniono jego nazwę na „Orion” i użyto do transportu uchodźców z niemieckich wschodnich prowincji (Prusy Wschodnie) przez Bałtyk do portów północnych Niemiec i okupowanej Danii. W drodze do Kopenhagi 4 maja 1945 statek został trafiony bombami koło Swinemünde (Świnoujścia) i zatonął. Z ponad 4000 ludzi, którzy wtedy byli na pokładzie, zginęło 150 osób. Kadłub złomowano w 1952 roku.

## Zatopienia
Zatopione przez „Oriona”:
- 24.04.1940 „Haxby” 5 207 BRT

Rejs „Oriona”

- 19.06.1940 „Tropic Sea”  8 750 BRT
- 16.08.1940 „Notou” 2 489 BRT
- 20.08.1940 „Turakina” 9 691 BRT
- 14.10.1940 „Ringwood” 7 203 BRT
- 29.07.1941 „Chaucer”

Zatonęły na minach położonych przez „Oriona”:
- 19.06.1940 „Niagara” 13 415 BRT
- czerwiec 1940 „Puriri” 927 BRT
- czerwiec 1940 „Port Bowen” 8 276 BRT
- czerwiec 1940 „Britannic” 1 500 BRT

We współudziale z HSK „Komet”:
- 25.11.1940 „Holmwood” 546 BRT
- 27.11.1940 „Rangitane” 16 712 BRT
- 06.12.1940 „Triona” 4 413 BRT
- 07.12.1940 „Vinni” 5 181 BRT
- 07.12.1940 „Komata” 3 900 BRT
- 08.12.1940 „Triadic” 6 378 BRT
- 08.12.1940 „Triaster” 6 032 BRT